# Nystalus obamai
Nystalus obamai (лат.) — вид птиц из семейства пуховковых, эндемик западной Амазонии. Открыт в 2008 году (описан в 2013). Первоначально птица обратила на себя внимание незнакомой ранее учёному-биологу песней, позже анализ ДНК подтвердил, что речь идёт о новом виде. Вид был назван в честь президента США Барака Обамы. Может считаться конспецифичным с Nystalus striolatus.
Эти птицы обитают в Боливии, Колумбии, Эквадоре, Перу и западной части Бразилии. Их естественной средой обитания являются субтропические и тропические влажные равнинные леса.
Подвидов не выделяют.

## Описание
Nystalus obamai достигает длины 19,8—21 см и массы от 43 до 47 г. Задняя часть шеи имеет широкий охристый воротник. Под ней находится черноватая полоса, а остальная часть верха тела тёмно-коричневая с красновато-жёлтыми пятнами и с полосами сзади. Хвост узкий, черновато-коричневый с тонкими рыжими полосами. На голове белое пятно перед глазом; остальная часть лица охристая с мелкими тёмными прожилками. Подбородок и верхняя часть горла белые; нижняя часть горла охристого цвета с тонкими черноватыми прожилками. Клюв, в основном, желто-оливковый, глаза бледно-охристые.

## Среда обитания
Представители данного вида населяют разнообразные ландшафты, в том числе опушки влажных тропических, континентальных и болотистых лесов, а также переходные леса. Nystalus obamai обитают на высоте 1325 м над уровнем моря в Колумбии, 1700 м над уровнем моря в Эквадоре, 1200 м над уровнем моря в Перу и 1850 м над уровнем моря в Боливии.

## Миграции
Данный вид не мигрирует.

## Питание
Nystalus obamai охотится, совершая вылазки с насеста в пологе или подпологе леса.

## Размножение
Активность по размножению западных полосатых пуховок была отмечена в сентябре в Перу и октябре в Колумбии. Гнездо находится в углублении в конце туннеля, выкопанного в земляной или песчаной отмели.

## Песня
Песня Nystalus obamai обычно исполняется вскоре после рассвета или незадолго до наступления сумерек. Часто самец поет первым, за ним быстро следует самка на несколько более низком тоне.